# Frauenparkplatz (Film)
Frauenparkplatz ist ein deutscher Kurzfilm von Christopher Becker aus dem Jahr 2004, der an der internationalen filmschule köln entstand.

## Inhalt
Eva Eichmann bewirbt sich nach ihrem Studium um einen Job in einer großen Anwaltskanzlei. Nach erfolgreichem Einstellungsgespräch muss sie sich in der hauseigenen Tiefgarage schnell umziehen, da sie eine Verpflichtung als Geburtstagsclown bei Kindern einer Freundin übernommen hat und schon viel zu spät ist. Nachdem sie unglücklich in ihrem Kleid steckengeblieben ist, bemerkt sie, dass ihr zukünftiger Chef die Tiefgarage betreten hat. Ihr Versuch, sich vor ihm zu verstecken, produziert neben ungewollten Geräuschen, auch die Verunsicherung des sonst so souveränen Kanzleichefs.

## Auszeichnungen
- 1. Platz made for mobile award 2007[1][2]

## Festivals
- Cologne Conference 2004[3]
- Fresh Films Fest Karlovy Vary 2004[4]